# ブルボン宮殿
ブルボン宮殿（ブルボンきゅうでん、Palais Bourbon）は、フランスのパリにある宮殿。7区のセーヌ川河岸に位置し、コンコルド広場とはコンコルド橋を介してつながっている。

## 概要
1720年代、ルイ14世の庶子ルイーズ・フランソワーズ・ドゥ・ブルボンが、近しい仲だったラッセイ伯アルマン・ド・マダイヨン・ド・レスパールの提案を受け、1722年から1728年の6年ほどの期間をかけて建設した。また、隣接してラッセイ公邸も建てられ、現在こちらの建物は、国民議会（下院）議長公邸に使われている。
建設が始まるまでの地域一帯はそれまで、パリの端っこに広がる草地や牧草地にすぎず、決闘なども行われていた。ルイ14世の死後、幼きルイ15世の摂政オルレアン公フィリップ2世がヴェルサイユからパリに宮廷を移す際、貴族らの居住先として伝統的に貴族の公邸、館が立ち並び、人口が密集するマレ地区ではなく、庭園用の広いスペースのとれるパリのセーヌ河岸で開発の進むシャンゼリゼ通りに近い土地を探していたのが、フォーブール・サントノレ界隈（現在のパリ8区）と共に、この地域が開けた始まりだとされている。
現在、近隣一帯は洗練されたフォーブール・サンジェルマン地区となっている。フランス革命が勃発し、1795年の総裁政府成立により五百人会にこのブルボン宮殿の建物が割り当てられてからは、国民議会（下院）の議事堂として使用されている。
フランス革命を経て、ナポレオン・ボナパルトが帝政を開始すると、セーヌ川を挟み正面向かいで建つマドレーヌ寺院に合わせ、古代ギリシア・古代ローマの神殿を模したネオ・クラシック様式（新古典主義建築）のコリント式の柱を正面に並べた。

## 写真

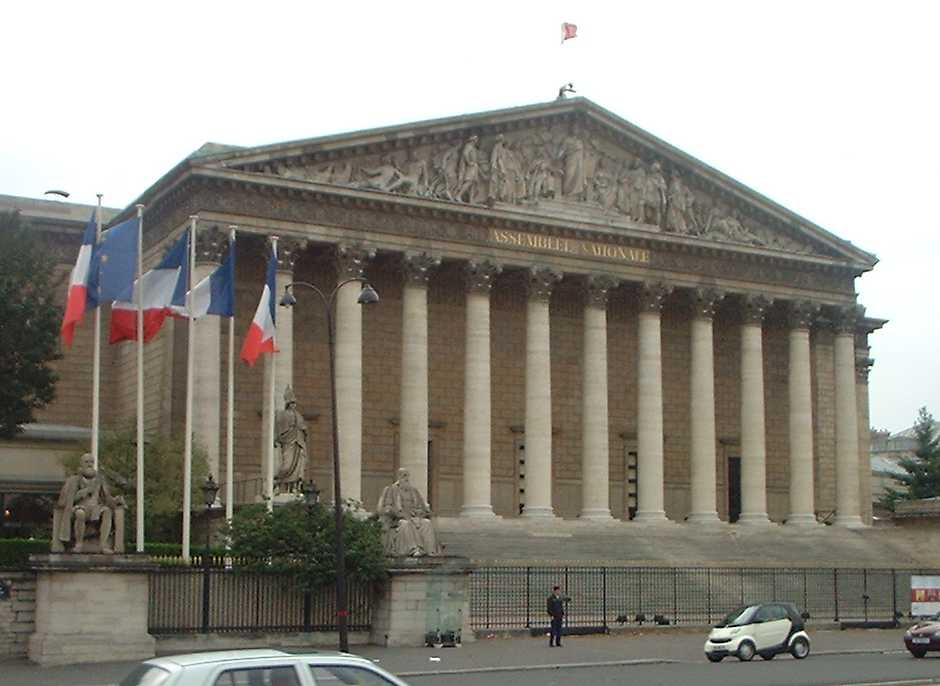
ファサード
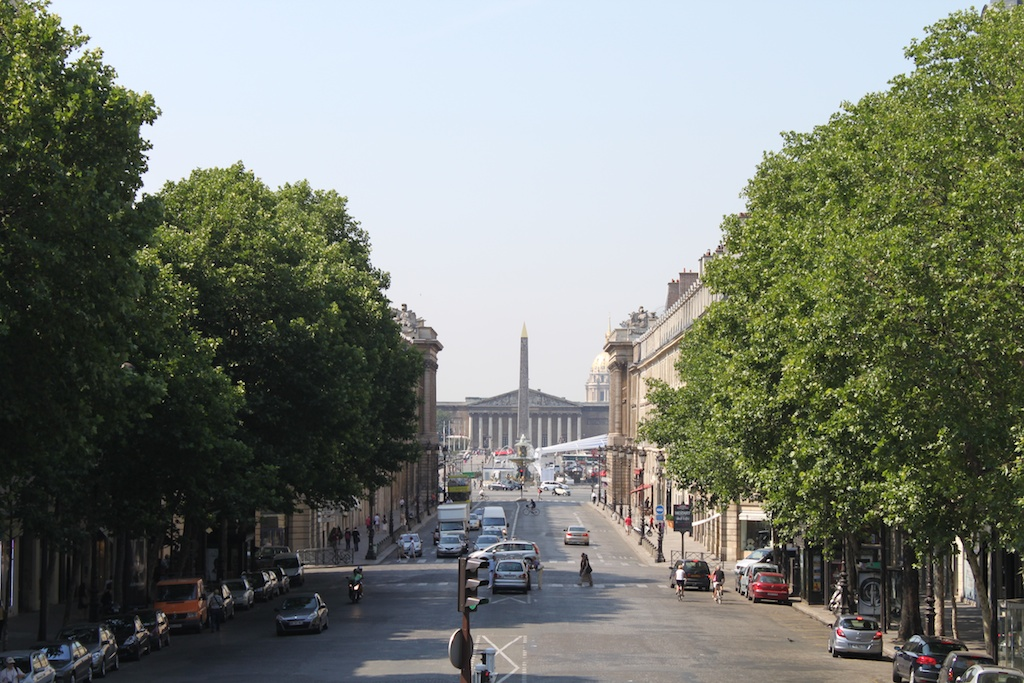
コンコルド広場越しに望むブルボン宮
本会議場
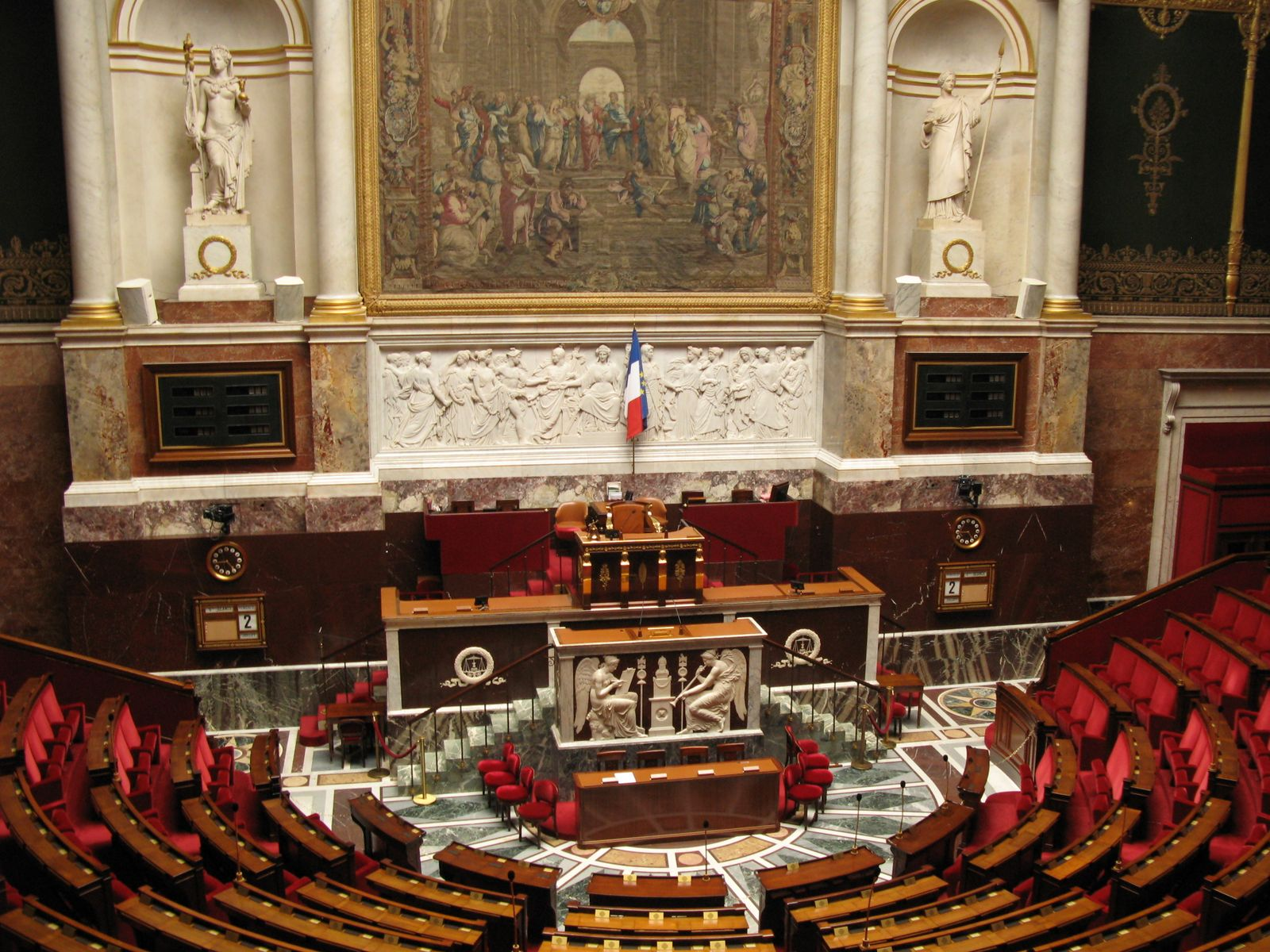
本会議場の議長席と演壇
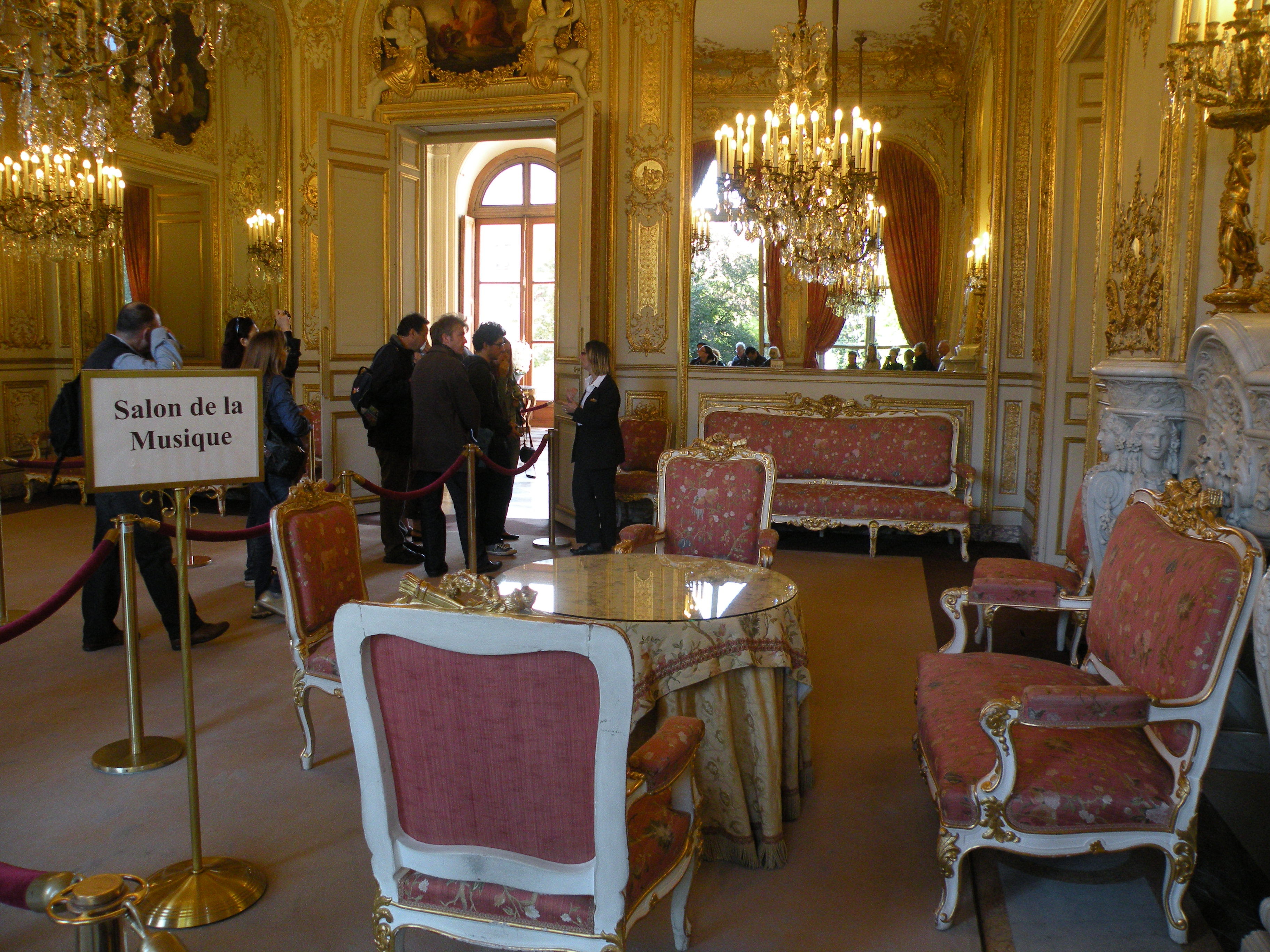
音楽の間
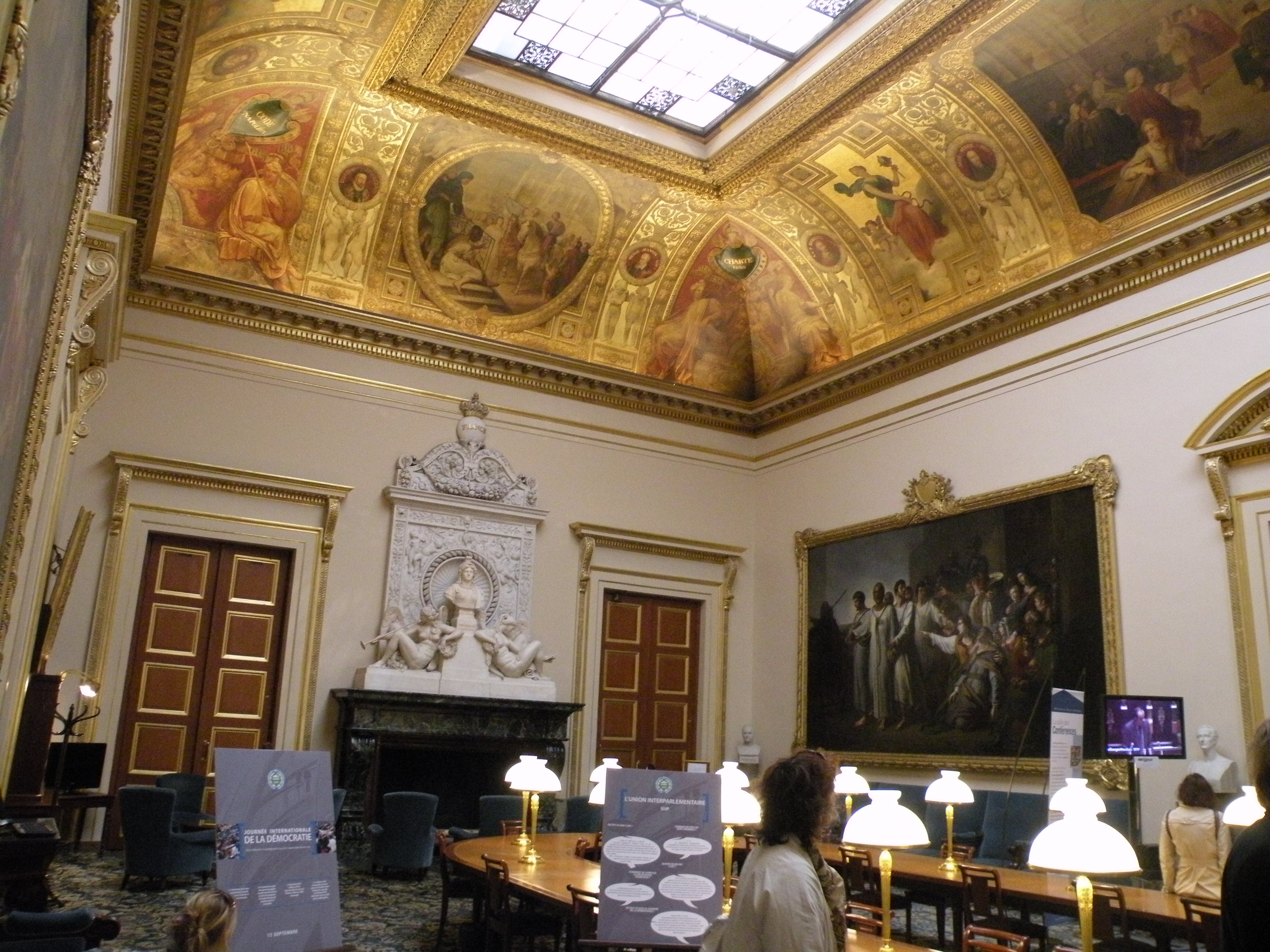
会議の間（大会議室）
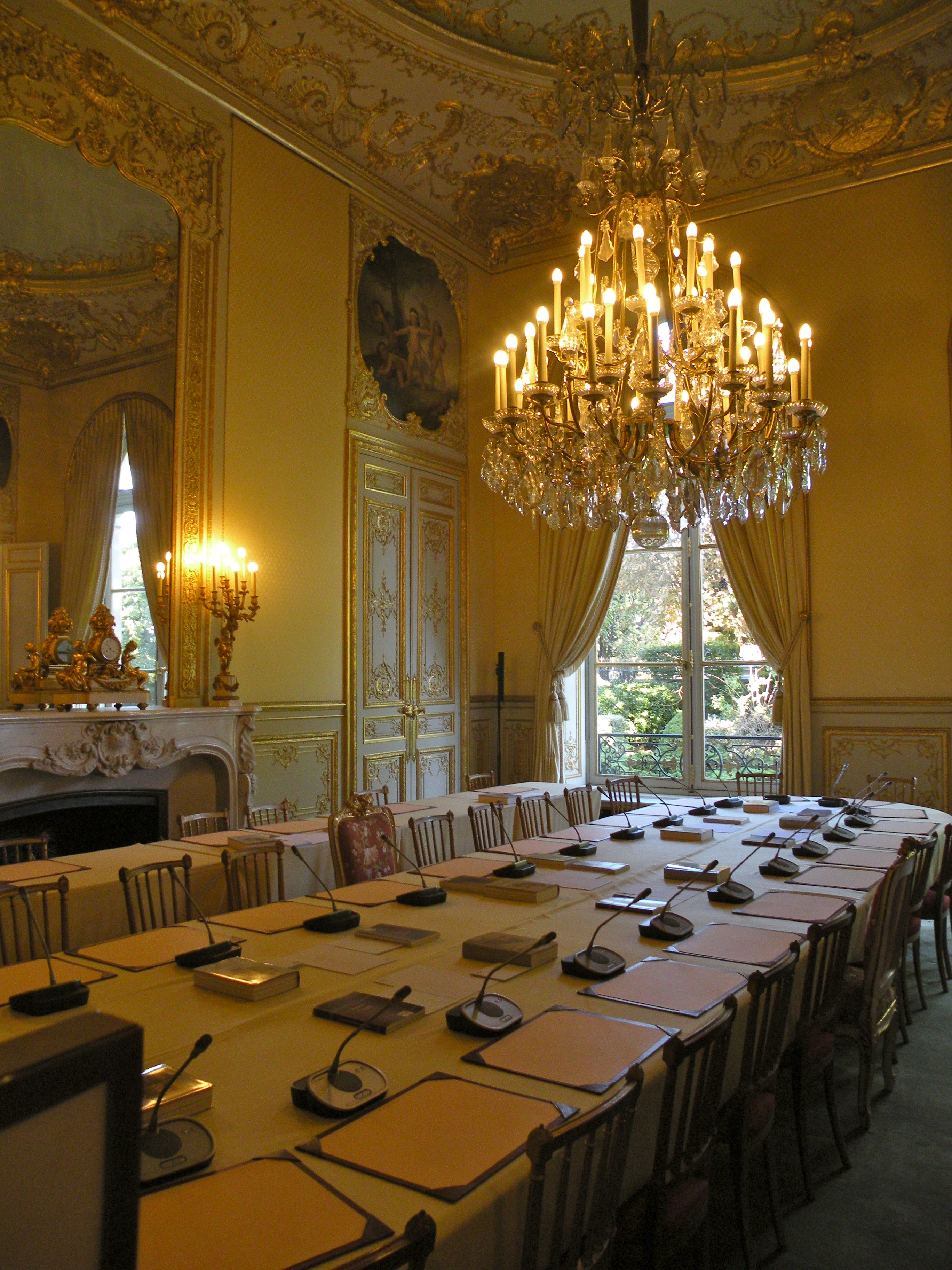
演劇の間（小会議室）
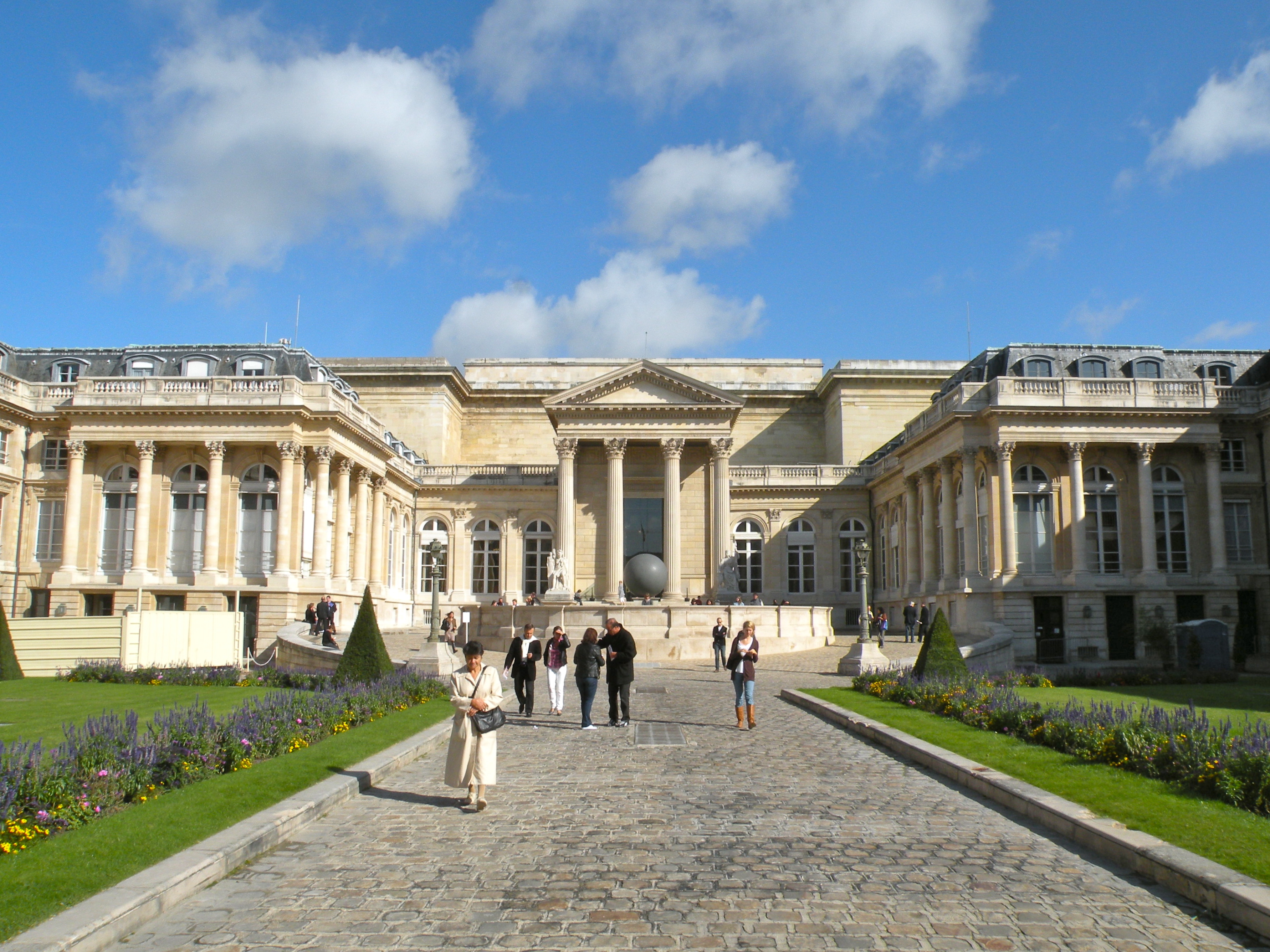
南玄関
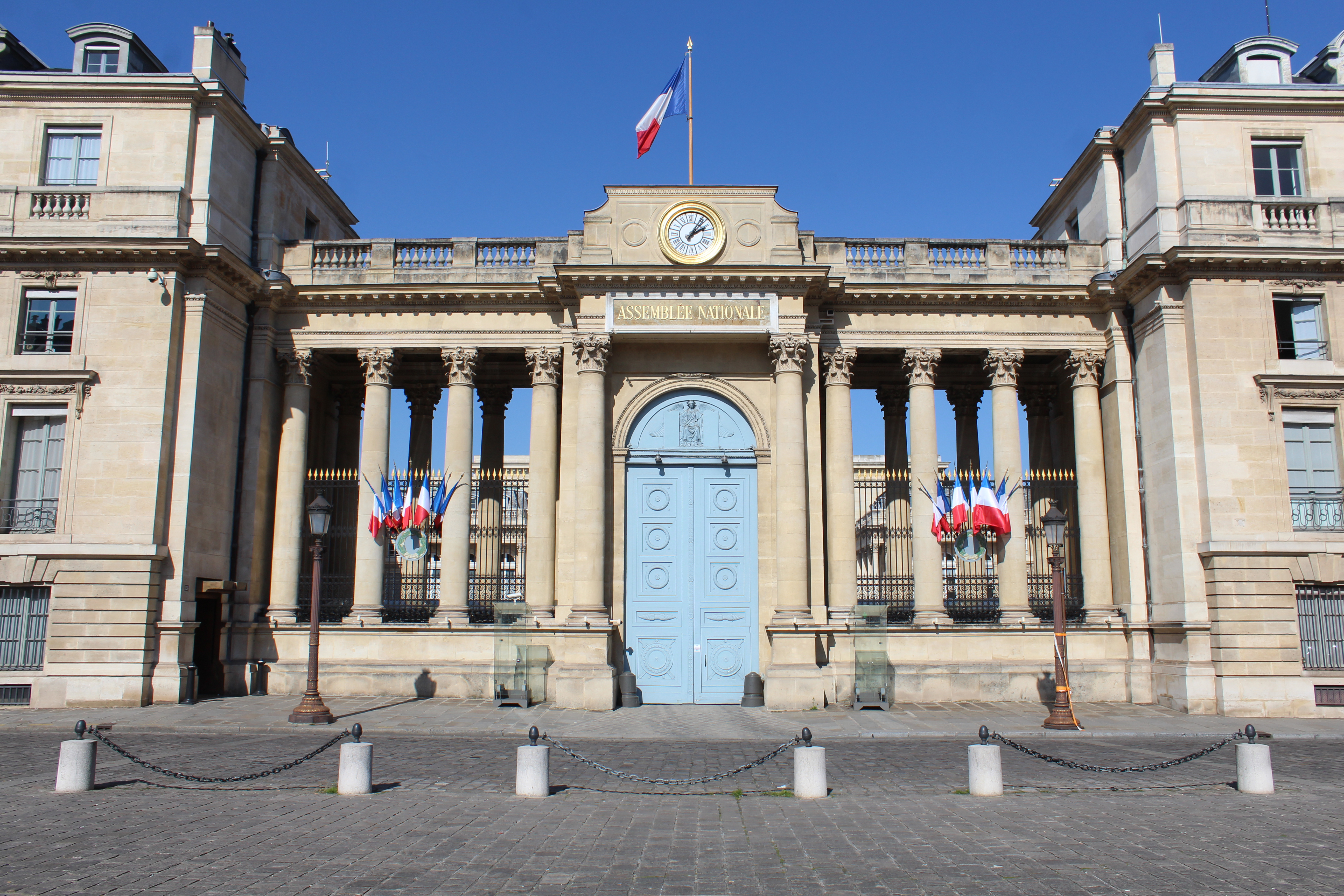
南門